# Daniel Jones (Footballspieler)
Daniel Stephen Jones III (* 27. Mai 1997 in Charlotte, North Carolina) ist ein US-amerikanischer American-Football-Spieler auf der Position des Quarterbacks für die Indianapolis Colts. Er spielte zuvor fünfeinhalb Saisons für die New York Giants in der National Football League (NFL) und anschließend kurzzeitig für die Minnesota Vikings.

## College
Jones spielte vier Jahre an der Duke University Football. Im ersten Jahr (2015) spielte Jones in keinem einzigen Spiel, weil er nur die dritte Wahl in seinem Team auf der Quarterbackposition war. Auch 2016 sollte er planmäßig als Ersatzmann in die Saison gehen, allerdings verletzte sich der Starter Thomas Sirk, sodass Jones die Rolle des Starters bei Duke übernahm. Jones beendete die Saison mit 2.836 Yards in 12 Spielen und er erzielte außerdem 16 Touchdowns bei 9 Interceptions. Zusätzlich erlief er auch noch 7 Touchdowns. 2017 konnte Jones erneut 7 Touchdowns erlaufen, allerdings gingen seine Werte in den anderen Statistiken zurück, in 13 Spielen kam er auf insgesamt 2.691 Yards bei 14 Touchdowns und 10 Interceptions. Allerdings qualifizierte Jones sich mit seinem Team 2017 für die Teilnahme an einem Bowl. Duke gewann mit Jones den Quick Lane Bowl gegen Northern Illinois mit 36-14. Der Sieg war erst der zweite Bowl-Sieg von Duke seit 1960, Jones wurde für seine Leistungen als Bowl-MVP ausgezeichnet. Sein letztes Jahr am College beendete Jones mit 2.647 Yards, weiter warf er 22 Touchdowns bei 9 Interceptions. Erneut konnte Jones sich mit Duke für einen Bowl qualifizieren und war erneut siegreich. Duke setzte sich mit 56-27 gegen die Temple University durch, Jones erzielte in diesem Spiel 5 Touchdowns und warf Pässe für über 400 Yards. Im Anschluss der Saison spielte Jones noch im Senior Bowl 2019 mit, der Senior Bowl ist auf der Collegeebene vergleichbar mit dem Pro Bowl in der NFL.

## NFL
Jones wurde beim NFL Draft 2019 an der 6. Stelle von den New York Giants ausgewählt. Die frühe Auswahl von Jones galt für viele Experten und Fans als Überraschung, da mit Dwayne Haskins ein zuvor als stärker eingeschätzter Quarterback noch verfügbar war. Zudem besaßen die Giants ein weiteres Erstrundenwahlrecht an der 17. Stelle, an der Jones sehr wahrscheinlich ebenfalls noch verfügbar gewesen wäre.
In der Preseason zeigte Jones mit 29 erfolgreichen Pässen bei 34 Versuchen für 416 Yards Raumgewinn und zwei Touchdowns eine gute Leistung und ging als Backup für den langjährigen Starter Eli Manning in die Saison 2019. Bereits in der ersten Woche der Regular Season kam Jones zu seinem NFL-Debüt, als er bei deutlichem Rückstand im vierten Viertel gegen die Dallas Cowboys für Manning eingewechselt wurde. Jones brachte drei von vier Pässen an ihr Ziel und erzielte dabei 17 Yards, allerdings verlor er auch einen Fumble.
Nach dem zweiten Spieltag bekam er den Vorzug gegenüber Eli Manning und wurde zum Starting Quarterback ernannt. Bei seinem Debüt als Starter führte er die Giants nach einem 10:28-Rückstand zur Halbzeit gegen die Tampa Bay Buccaneers zu einem 32:31-Sieg. Er erzielte 336 Yards Raumgewinn im Passspiel, warf zwei Touchdownpässe und erlief zwei Touchdowns selbst. Damit war er der erste Rookie-Quarterback der Giants seit Scott Brunner 1980, der sein Auftaktspiel als Starter gewann. Wegen einer Knöchelverletzung musste Jones zwei Spieltage lang aussetzen, bevor er in Woche 16 wieder zurückkehrte. Er beendete seine Rookiesaison mit 3027 Passing Yards, 24 Touchdowns und 12 Interceptions. Im Laufspiel erzielte Jones 279 Yards und zwei weitere Touchdowns. Insgesamt unterliefen ihm 18 Fumbles, womit er die Liga in dieser Statistik anführte. Die Giants beendeten die Saison mit einer Bilanz von 4–12.
Nachdem die Giants Jones vor dem 12. Spieltag der Saison 2024 benchten und er nur noch Quarterback Nummer vier hinter dem neu verpflichteten Tim Boyle wurde, bat Jones um seine Entlassung, nachdem er zuvor in 69 von 70 Spielen für die Giants als Starter aufgelaufen war. Diesem Wunsch kamen die Giants nach. Am 29. November 2024 verpflichteten ihn die Minnesota Vikings zunächst für ihren Practice Squad als Backup für ihren Starting Quarterback Sam Darnold.
Im März 2025 unterschrieb Jones einen Einjahresvertrag im Wert von 14 Millionen US-Dollar bei den Indianapolis Colts, um dort mit Anthony Richardson zu konkurrieren.